# Cernica (Serbia)
Cernica (cyr. Церница) – wieś w Serbii, w okręgu rasińskim, w gminie Varvarin. W 2011 roku liczyła 186 mieszkańców.